# مزيوشن (أمهروق)
مزيوشن هو دُوَّار يقع بجماعة لهري، إقليم خنيفرة، جهة بني ملال خنيفرة في المملكة المغربية. ينتمي الدوّار لمشيخة أمهروق التي تضم 11 دوار. يقدر عدد سكانه بـ 730 نسمة حسب الإحصاء الرسمي للسكان والسكنى لسنة 2004.

## روابط خارجية
- البوابة الوطنية للجماعات الترابية نسخة محفوظة 12 مارس 2018 على موقع واي باك مشين.
- المندوبية السامية للتخطيط